# Tratado de Bruselas (2011)
El Tratado de Adhesión de Croacia a la Unión Europea firmado en Bruselas en 2011 es un acuerdo entre los Estados miembros de la Unión Europea y la República de Croacia que concierne el acceso de Croacia a la UE. El tratado se firmó el 9 de diciembre de 2011 en Bruselas por los jefes de Estado o de Gobierno de los 27 Estados miembros, por el presidente de Croacia, Ivo Josipović y por el primer ministro de Croacia, Jadranka Kosor. El tratado establece que Croacia es miembro de la Unión Europea desde el 1 de julio de 2013.